# 1924年美国总统选举怀俄明州选情
1924年11月4日，怀俄明州举行了美国总统选举，这是1924年美国总统选举的一部分。该州选民选出了三名选举人，他们负责投票选举总统和副总统。美国第30任总统卡尔文·柯立芝与预算局局长查尔斯·道斯一起竞选，获得了52.39%的普选票取胜。